# Cerca Espacial

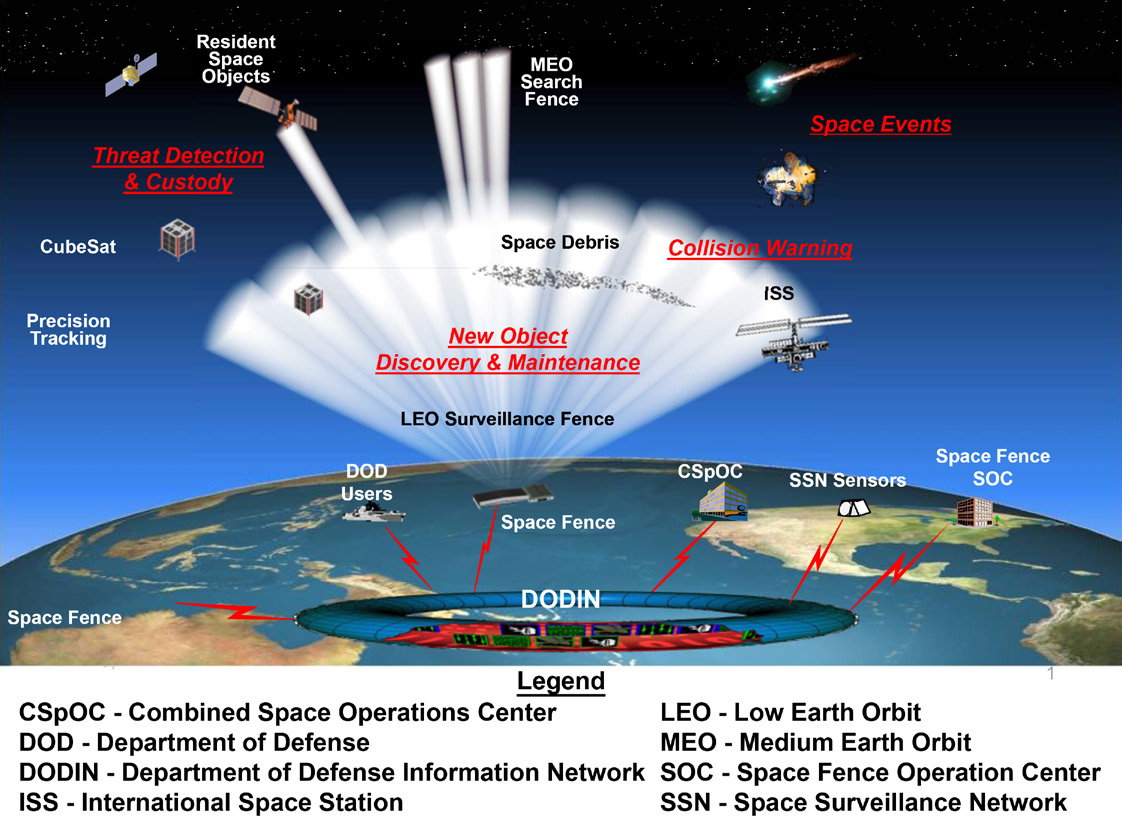
Diagrama de una Cerca Espacial y una Red de Vigilancia del Espacio.

La Cerca Espacial o Valla Espacial (en inglés, Space Fence) es un sistema de vigilancia espacial de segunda generación de la Fuerza Aérea de los EE. UU. (USAF) para rastrear satélites artificiales y desechos espaciales en la órbita terrestre.
Los contratos para desarrollo y construcción se emitieron en 2014, y se espera que la Cerca Espacial esté operativa en 2019. El presupuesto es de US$ 1.594 millones (FY15).
La instalación inicial de la Cerca Espacial se ubicará en el atolón de Kwajalein en las Islas Marshall, junto con una opción para otro sitio de radar en Australia Occidental.

## Sistema predecesor
Un sistema anterior utilizado por la USAF para el mismo propósito fue el Sistema de Vigilancia Espacial de la Fuerza Aérea, que dejó de funcionar en septiembre de 2013.